# 2023년 베이징 병원 화재
2023년 4월 18일, 중국 베이징의 창펑 병원에서 화재가 발생하여 최소 29명이 사망했다.

## 영향
GMT 04시 57분 (CST 12시 57분)에 베이징 창펑 병원 입원실 동관에서 화재가 발생했다. 예비 조사에 따르면 보수 공사 중에 발생한 스파크가 페인트에 불을 붙여 화재가 시작된 것으로 밝혀졌다. 화재는 GMT 약 05시 33분경 진압되었다. 이 화재로 인해 최소 29명이 사망하고 39명이 부상했으며, 이 중 3명은 위독하고 18명은 중상이다. 화재 후 71명의 환자가 다른 병원으로 이송되었다. 화재 중에 사람들은 병원 밖의 에어컨 실외기에 매달려 피난했고, 건물에서 검은 연기가 뿜어져 나오자 창문에서 매달린 침대 시트를 타고 뛰어내렸다.

## 여파
중국공산당 중앙정치국 위원이자 베이징 당위원회 서기인 인리는 현장을 방문하여 당국이 화재를 일으킨 사람을 추적할 것이라고 밝혔다. 경찰은 병원장과 부원장, 보수 공사를 감독하는 회사 대표 등 12명을 구금했다. 펑타이구 소방구조대, 공안부, 위생부, 응급관리부 등 여러 소방대가 화재에 대응했다. 환자 친척들은 언론 보도를 통해서야 화재 소식을 알게 되었고, 친척들의 생존 여부를 확인하는 데 몇 시간이 걸렸다며 소통 지연에 대해 불평했다.